# Holophaea prometina
Holophaea prometina är en fjärilsart som beskrevs av Druce 1894. Holophaea prometina ingår i släktet Holophaea och familjen björnspinnare. Inga underarter finns listade i Catalogue of Life.